# Кшувка
Кшувка (пол. Krzówka) — село в Польщі, у гміні Серокомля Луківського повіту Люблінського воєводства.
Населення — 184 особи (2011).
У 1975-1998 роках село належало до Седлецького воєводства.

## Демографія
Демографічна структура станом на 31 березня 2011 року:
|          | Загалом | Допрацездатний вік | Працездатний вік | Постпрацездатний вік |
| -------- | ------- | ------------------ | ---------------- | -------------------- |
| Чоловіки | 86      | 18                 | 59               | 9                    |
| Жінки    | 98      | 20                 | 50               | 28                   |
| Разом    | 184     | 38                 | 109              | 37                   |